# Flery Punta
El monte Flery punta o Carhuacocha es el segundo más elevado de la Cordillera Negra (5.070 m s. n. m., según la Carta Geográfica Nacional del Perú, plano 18h, donde el hito geográfico figura con el nombre de Carhuacocha).
Sus nieves, aunque temporales, permanecen durante la mayor parte del año. Durante la temporada de lluvias, de diciembre a marzo, sus cumbres se visten de nieve, la cual va fundiéndose hasta avanzado el mes de julio. Luego, durante la denominada «pushpa» de agosto vuelve a cargarse levemente para derretirse lentamente hasta fines de noviembre. En años de menor precipitación pluvial los períodos nevados son más cortos.
Desde su cima se contempla el sorprendente y variado escenario andino alrededor. Al oeste, el perfil de la costa, en un fondo generalmente brumoso. Al este, la Cordillera Blanca en toda su extensión y parte de la Cordillera Negra; constituyéndose así en el palco natural óptimo para admirar las cumbres más elevadas del Perú, especialmente el Huascarán (6768 m s. n. m.). Entre ambas cordilleras, se intuye el cauce del río Santa, el cual da vida al Callejón de Huaylas. A continuación el callejón se estrecha más dando origen al Cañón del Pato. Finalmente el río Santa se dirige al mar Peruano. Hacia el oeste, y al pie, se extiende el valle Nepeña, hasta perderse en el horizonte brumoso, donde se localiza el perfil de la costa y el océano Pacífico. Desde el Flery Punta, pues, se divisan o se intuyen visualmente las dos cordilleras, los ríos, un gran callejón, un cañón profundo, valles profundos y el océano.

## Toponimia
Por su etimología quechua (carhua = rojo, colorado, cocha = laguna) el nombre significa «laguna colorada». Se desconoce el origen del vocablo "flery".

## Laguna Carhuacocha
Una laguna del mismo nombre está ubicada a algo más de 4.450 m s. n. m. Drenan hacia el río Cólcap, uno de los tributarios del río Nepeña.